# 튄마선
튄마선(屯馬綫)은 홍콩 지하철의 노선으로, 2021년 6월 27일에 기존에 있었던 마온산선 (馬鞍山線, Ma On Shan Line)과 서철선 (西铁線, West Rail Line)이 한 노선으로 합치면서 탄생한 노선이다. 노선도에 표시되는 노선색은 갈색이다. 
서철선은  2003년 12월 20일에 처음 개통하였다. 옛날 명칭은 구광서철 (九廣西鐵, KCR West Rail)이었다. 가우룽의 훙함 역에서 튄문의 튄문 역을 이으며, 35.7km 길이에 완주시간은 37분이었다. 가우룽, 청산, 췬완 일대를 지나간다. 노선도에 표시되는 노선색은 밝은 보라색이었다. 건설 당시에는 본토로 연결되는 화물철도와 도시간 여객철도를 목표로 두고 통근철도로 지어졌었다. 지금은 폐기된 이 당시 계획은 훗날 광저우-선전-홍콩 고속철도의 홍콩 구간 노선으로 계승되어 추진되었다. 
이후 서철선은 가우룽-광동 철도회사 (KCRC)가 건설해 운영하다 2007년 12월 2일 항철공사 (MTRC)에 50년 기한으로 합병되어 운영되었다.
마온산선의 경우 2004년 12월 21일 타이와이역 ↔ 우카이샤역 구간을 개통하였으며, 2007년 12월 2일까지는 가우룽-광둥 철도회사 (KCRC)가 마온산 철로 (馬鞍山鐵路, 이른바 '마철' - 馬鐵)라는 이름으로 운영하였다. 가우룽-광둥 철도회사가 항철공사와 운영 통합되면서 지금의 이름으로 바뀌는 동시에 MTR의 한 노선이 되었다. 이후 2020년 2월 14일 타이와이역에서 카이탁역으로 추가 연장하면서 노선명을 마온산선에서 튄마선 1단계로 변경하였다.  
2021년 6월 27일 이후에는 홍함역까지 연장되어 서철선과 직결, 튄마선이라는 이름으로 거대 노선이 탄생하였다.

## 역 목록

석문역 2번 승강장 전경 (스크린도어 설치 전)

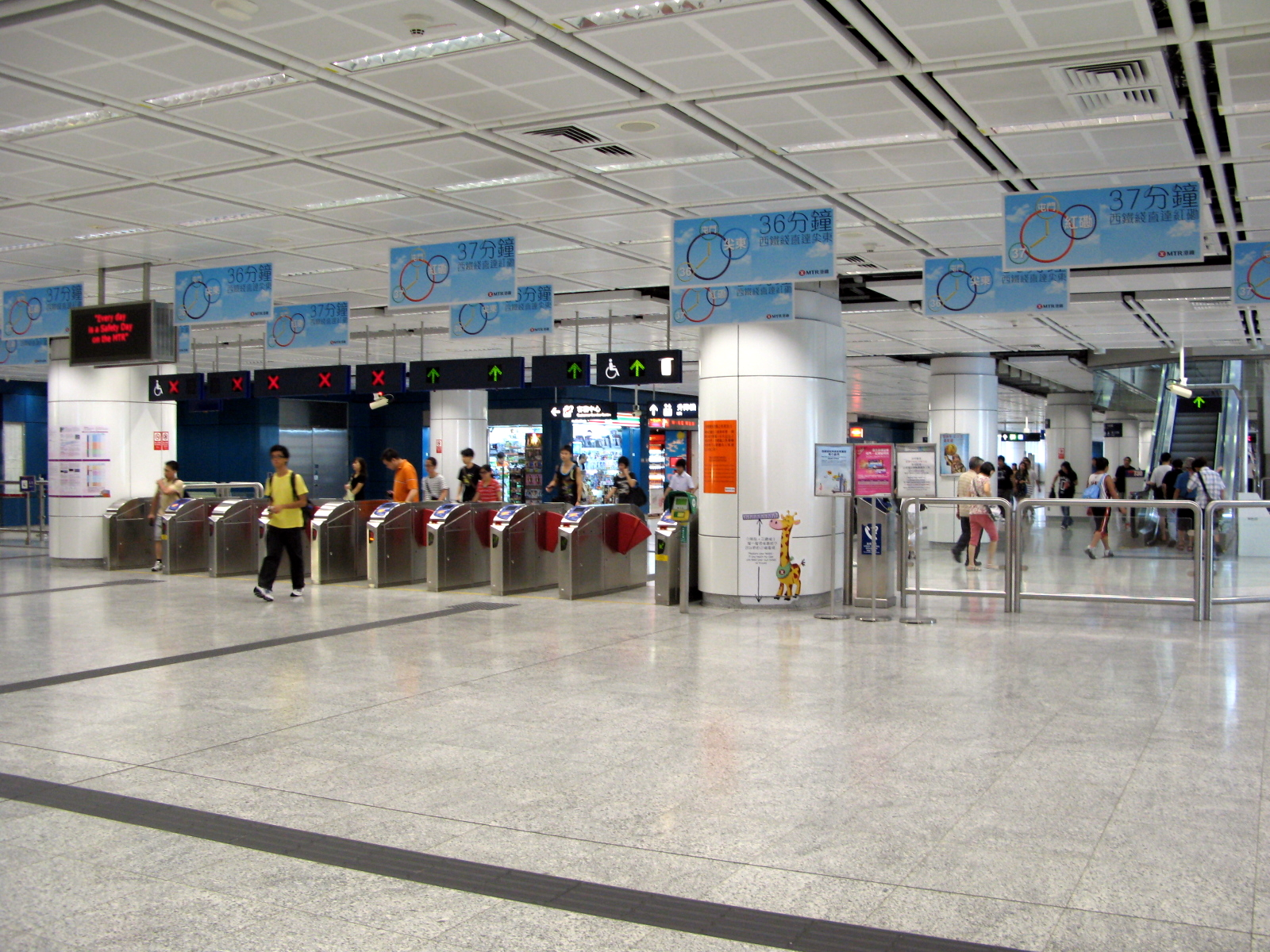
홍콩 지하철 튄문역

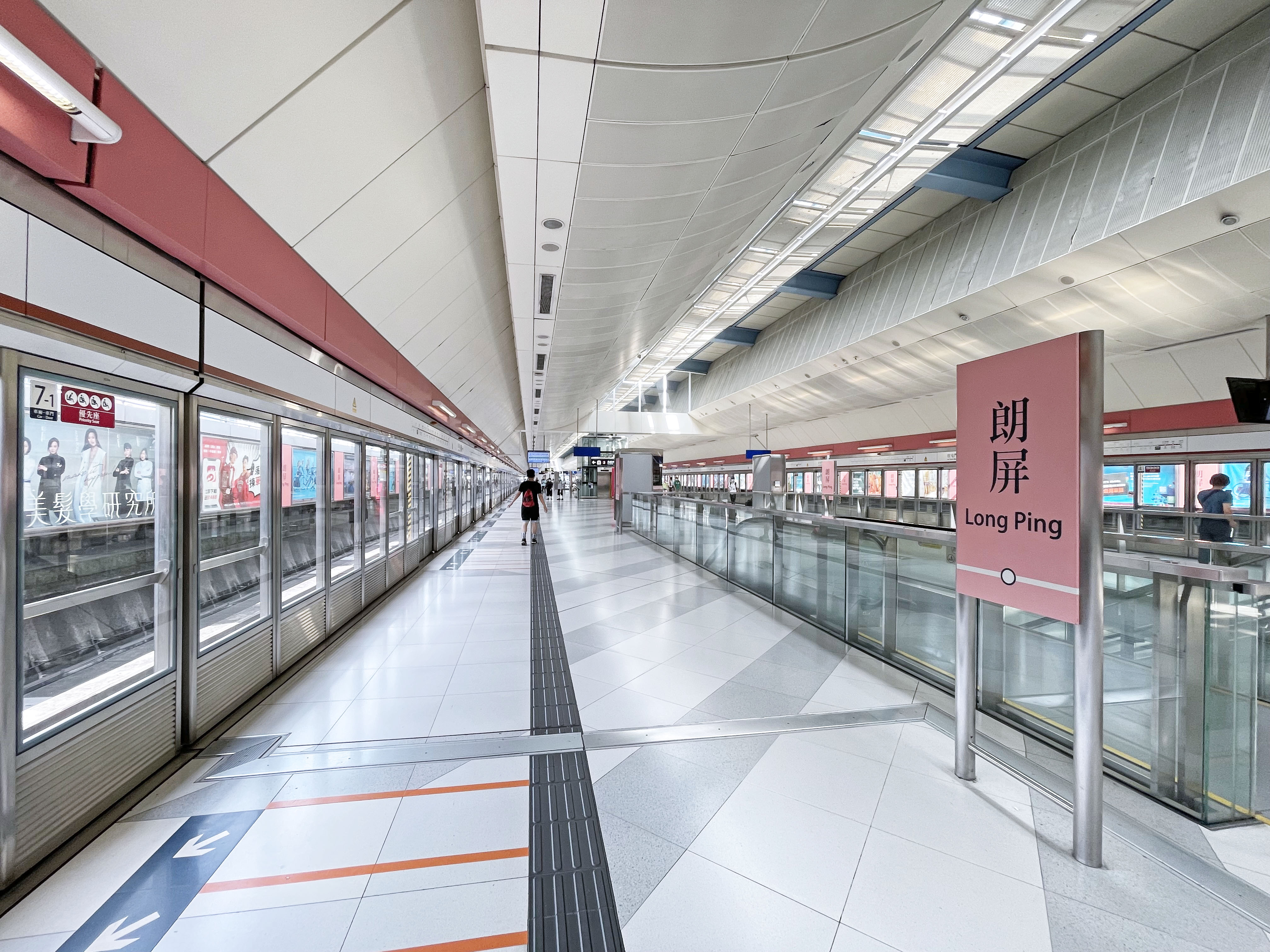
홍콩 지하철 롱핑역

|  | 우카이사       | 烏溪沙 | Wu Kai Sha         | 사톈 구     |                                              |
|  | 마온산         | 馬鞍山 | Ma On Shan         | 사톈 구     |                                              |
|  | 항온           | 恆安   | Heng On            | 사톈 구     |                                              |
|  | 타이수이항     | 大水坑 | Tai Shui Heng      | 사톈 구     |                                              |
|  | 섹문           | 石門   | Shek Mun           | 사톈 구     |                                              |
|  | 시티원         | 第一城 | City One           | 사톈 구     |                                              |
|  | 사틴와이       | 沙田圍 | Sha Tin Wai        | 사톈 구     |                                              |
|  | 체공묘         | 車公廟 | Che Kung Temple    | 사톈 구     |                                              |
|  | 타이와이       | 大圍   | Tai Wai            | 사톈 구     | ■홍콩 지하철 동철선                          |
|  | 힌켕           | 顯徑   | Hin Keng           | 사톈 구     |                                              |
|  | 다이아몬드힐   | 鑽石山 | Diamond Hill       | 황다셴 구   | ■홍콩 지하철 쿤통선                          |
|  | 카이탁         | 啟德   | Kai Tak            | 주룽청 구   |                                              |
|  | 송웡토이       | 宋皇臺 | Sung Wong Toi      | 주룽청 구   |                                              |
|  | 토콰완         | 土瓜灣 | To Kwa Wan         | 주룽청 구   |                                              |
|  | 호만틴         | 何文田 | Ho Man Tin         | 주룽청 구   | ■홍콩 지하철 쿤통선                          |
|  | 홍함           | 紅磡   | Hung Hom           | 유젠왕 구   | ■홍콩 지하철 동철선 ■Intercity Through Train |
|  | 이스트침사추이 | 尖東   | East Tsim Sha Tsui | 유젠왕 구   | 짐사저이역、■홍콩 지하철 췬완선              |
|  | 오스틴         | 柯士甸 | Austin             | 유젠왕 구   |                                              |
|  | 남청           | 南昌   | Nam Cheong         | 선수이부 구 | ■홍콩 지하철 뚱충선                          |
|  | 메이푸         | 美孚   | Mei Foo            | 선수이부 구 | ■홍콩 지하철 췬완선                          |
|  | 췬완웨스트     | 荃灣西 | Tseun Wan West     | 취안완 구   |                                              |
|  | 캄셩로드       | 錦上路 | Kam Sheung Road    | 위안랑 구   |                                              |
|  | 윈롱           | 元朗   | Yuen Long          | 위안랑 구   | ■홍콩 지하철 경전철                          |
|  | 롱핑           | 朗屏   | Long Ping          | 위안랑 구   |                                              |
|  | 틴수이와이     | 天水圍 | Tin Shui Wai       | 위안랑 구   | ■홍콩 지하철 경전철                          |
|  | 훙서이키우     | 洪水橋 | Hung Shui Kiu      | 위안랑 구   | 2030년 개통예정                              |
|  | 시우홍         | 兆康   | Siu Hong           | 툰먼 구     | ■홍콩 지하철 경전철                          |
|  | 튄문           | 屯門   | Tuen Mun           | 툰먼 구     | ■홍콩 지하철 경전철                          |
|  | 제16구         | 第16區 | A16                | 툰먼 구     | 2030년 개통예정                              |
|  | 튄문남         | 屯門南 | Tuen Mun South     | 툰먼 구     | ■홍콩 지하철 경전철 2030년 개통예정          |

## 같이 보기
- 홍콩 지하철